# Škrmuc
Škrmuc je drugo ime za škrata. Tudi škratov je v mitologiji veliko vrst. S škrmucom so starejši strašili otroke in jih odvračali od nevarnih pustolovščin. Njegov videz ni znan. Po pripovedovanju je živahen majhen fantek na vsak način hotel izvedeti, kako izgleda in mamica ga je narisala. Fantiček se je tako prestrašil, da od tistega časa nihče ni več niti znal, niti hotel narisati Škrmuca.